# Castalia (immeuble)
Pour les articles homonymes, voir Castalia.
Le Castalia est un gratte-ciel de 104 mètres de hauteur construit à La Haye aux Pays-Bas de 1995 à 1998.
À sa construction c'était le plus haut gratte-ciel de La Haye ; depuis il a été dépassé par trois autres immeubles, dont le Het Strijkijzer.
La surface de plancher de l'immeuble est de 33 400 m2.
Les architectes sont l'Américain Michael Graves et l'agence Lucas & Niemeijer.
Le style unique de l'immeuble s'inspire des bâtiments traditionnels de La Haye.
Il y abrite le ministère de la Santé publique, du Bien-être et des Sports des Pays-Bas.